# Parque Municipal da Serra do Periperi
O Parque Municipal da Serra do Periperi é uma unidade de conservação de Mata Atlântica criada a partir do decreto de lei n°9.480/99 localizada em Vitória da Conquista, na Bahia, no Brasil. No alto da Serra do Periperi, dentro da área do parque, é encontrada uma espécie de cacto endêmica de Vitória da Conquista, o Melocactus conoideus, que se encontra na lista de espécies ameaçadas de extinção da União Internacional para a Conservação da Natureza (IUCN).Dessa forma,essa área foi dedicada para preservação desse cacto por meio do decreto 10.999/2002.
No Parque, há a Reserva Florestal do Poço Escuro, uma área protegida de mata densa e constitui-se praticamente como último remanescente de mata de grande porte da zona urbana com 17 hectares na zona urbana da cidade. Dentro da reserva está localizada a nascente do Rio Verruga, afluente do Rio Pardo, no qual deságua na cidade de Itambé.

## História
O parque foi criado em 1999 visando a proteger a fauna e a flora da serra do Periperi, que estão ameaçadas devido à ocupação humana desordenada e à extração de cascalho, areia e pedra.

## Etimologia
"Periperi" é um topônimo oriundo do tupi antigo piripiri, que designa uma espécie de junco.